# Nano Letters
Nano Letters is een wetenschappelijk tijdschrift met peer review, dat wordt uitgegeven door de American Chemical Society. De naam wordt gewoonlijk afgekort tot Nano Lett. Het tijdschrift publiceert onderzoek uit alle takken van de nanotechnologie.
Nano Letters werd opgericht in 2001. In 2017 bedroeg de impactfactor van het tijdschrift 12,080.